# Fonow (chutor)
Fonow (ros. Фонов) – chutor w zachodniej Rosji, w sielsowiecie prigorodnieńskim rejonu rylskiego w obwodzie kurskim.

## Geografia
Miejscowość położona jest nad rzeką Ryło (prawy dopływ Sejmu), 2 km od centrum administracyjnego sielsowietu prigorodnieńskiego (Prigorodniaja Słobodka), 2 km od centrum administracyjnego rejonu (Rylsk), 107 km od Kurska.
W granicach miejscowości znajdują się ulice: Pridorożnaja, Sadowaja, Zariecznaja.

## Demografia
W 2010 r. miejscowość zamieszkiwały 222 osoby.